# 近藤鎮雄
近藤 鎮雄（こんどう しずお、1921年11月24日 - 2015年7月24日）は、日本の経営者。大阪商船三井船舶(現在の商船三井)社長、会長を務めた。兵庫県出身。

## 経歴
1943年に東京帝国大学経済学部商業学科を卒業し、同年に大阪商船に入社。1972年5月に大阪商船三井船舶取締役に就任し、1976年6月に常務、1979年6月に専務を経て、1980年6月に社長に就任。1984年6月に会長に就任し、1989年6月に相談役に就任。
1981年7月に運輸大臣表彰を受け、1982年11月に藍綬褒章を受章し、1992年4月に勲二等旭日重光章を受章。
2015年7月24日急性肺炎のために死去。93歳没。